# Доронин, Вячеслав Геннадьевич
Вячеслав Геннадьевич Доронин (род. 18 марта 1967, Саратов) — российский политический и государственный деятель, депутат Саратовской городской думы V и VI созывов (2016—2025), глава администрации Заводского района города Саратова (с апреля 2025).

## Биография
Родился 18 марта 1967 года в городе Саратове.
В 1986 году окончил Саратовский машиностроительный техникум по специальности эксплуатация металлорежущих станков и автоматических линий.
С 1986 по 1988 годы проходил службу на Черноморском флоте в оперативно-стратегическом объединении военно-воздушных сил ВМФ в должности заместителя командира взвода, звание — старший сержант.
В 2002 году окончил Саратовскую государственную академию права по специальности «юриспруденция».
Занимался бизнесом. Работал заместителем директора ООО «Лава-Н», генеральным директором ООО «ПКП „Лик-С“». До 2011 года — учредитель ООО «Компания „Кристальная“», до 2014 года — директор и учредитель ООО «Меррилэнд». С 7 ноября 2008 года по 7 апреля 2025 года являлся индивидуальным предпринимателем.
С 2009 года — член политического совета местного отделения партии «Единая Россия» Заводского района города Саратова.
С 2016 по 2025 годы — депутат Саратовской городской Думы V и VI созывов.
7 апреля 2025 года назначен главой администрации Заводского района города Саратова.